# هربرت ماركوزه

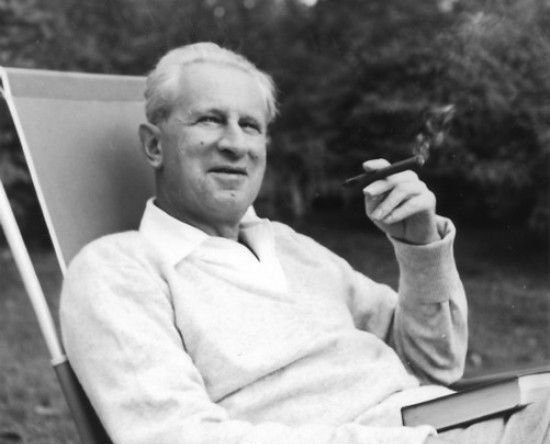
هربرت ماركوزه

هربرت ماركوزه (أو ماركيوز) (1898 - 1979) (بالألمانية: Herbert Marcuse)‏ فيلسوف ومفكر ألماني أمريكي، معروف بتنظيره لليسار الراديكالي وحركات اليسار الجديد ونقده الحاد للأنظمة القائمة. مرتبط بمدرسة فرانكفورت للنظرية النقدية. ولد ماركوزه في برلين ودرس في جامعة هومبولت في برلين ثم في فرايبورغ حيث حصل على الدكتوراه. كان شخصية بارزة في معهد البحوث الاجتماعية ومقره فرانكفورت - ما أصبح يعرف فيما بعد باسم مدرسة فرانكفورت. كان متزوجًا من صوفي فيرتهايم (1924-1951) وإنج نيومان (1955-1973) وإريكا شيروفر (1976-1979). في أعماله المكتوبة، انتقد الرأسمالية والتقانة (التكنولوجيا) الحديثة والمادية التاريخية وثقافة الترفيه، بحجة أنها تمثل أشكالًا جديدة من السيطرة الاجتماعية.
بين عامي 1943 و1950، عمل ماركوزه في خدمة الحكومة الأمريكية لمكتب الخدمات الإستراتيجية (سلف وكالة المخابرات المركزية) حيث انتقد أيديولوجية الحزب الشيوعي للاتحاد السوفيتي في كتاب «الماركسية السوفيتية»: تحليل نقدي (1958). بعد دراسته، في الستينيات والسبعينيات من القرن الماضي، أصبح معروفًا بالمنظر البارز لليسار الجديد والحركات الطلابية في ألمانيا الغربية وفرنسا والولايات المتحدة. يعتبره البعض «لأب الروحي لليسار الجديد».

## السيرة الذاتية
ولد في برلين لعائلة يهودية، خدم في الجيش الألماني خلال الحرب العالمية الأولى ودرس في جامعتها وحصل على الدكتوراه من جامعة فرايبورغ عام 1922 وعمل بعدها لغاية عام 1928 في بيع الكتب ثم انضم إلى مساعدة مارتن هايدجر في دراساته، وكان منتسباً لمعهد الدراسات الاجتماعية في فرانكفورت (حيث يشكل جماعة فكرية ذات توجه ماركسي) لغاية عام 1933، حيث بعد استلام الحزب الاشتراكي القومي (الحزب النازي) السلطة قام الحزب بإغلاق المعهد وسافر ماركوزه بعدها إلى سويسرا لمدة عام ثم هاجر إلى الولايات المتحدة الأمريكية وانضم إلى معهد الدراسات الاجتماعية هناك في جامعة كولومبيا عام 1934. عمل خلال الحرب العالمية الثانية في أجهزة الاستخبارات الحربية الأمريكية (مكتب المعلومات الحربية ومكتب الخدمات الاستراتيجية) حيث عمل في الدعاية المضادة للنازية وتفكيك النازية. خلال الخمسينات درّس الفلسفة والسياسة بشكل متتابع في جامعات كولمبيا وهارفارد وبرانديس وفي جامعتي كاليفورنيا.
رغم أن ماركوزه غادر ألمانيا إلا أنه بقي عضواً في جماعة فرانكفورت الثقافية مع ماكس هوركهايمر وثيودور أدورنو وكان يمثل الجناح اليساري فيها. تأثير ماركوزه على القيادات الطلابية ظهر في الاحتجاجات الطلابية التي عمت جامعات أميركا وأوروبا خلال أواخر عقد الستينات، وقد ركز في كتاباته على نقد الرأسمالية وتجديد الأطروحات الماركسية مثل أن أهم تهديد للأنظمة القائمة سيأتي من الطلاب والأقليات في المجتمع وليس من طبقة العمال التي تطويعها من خلال النمط الاستهلاكي وتحقيق احتياجاتها السطحية لتكون خاضعة للأوضاع القائمة والتركيز على البعد الفردي خلال النسق الماركسي.
توفي ماركوزه عام 1979 بسكتة دماغية أثناء زيارته لألمانيا وكان برفقته يورغن هابرماس وهو منظر من الجيل الثاني من جماعة فرانكفورت

## فلسفته وأفكاره
كتب مجموعة من المقالات في الثلاثينيات من القرن الماضي، وخاصة كتابه: «العقل والثورة» (1941م)، داعيا إلى نظرية اجتماعية جدلية مناقضة للعلم الاجتماعي الوضعي كما عند أوجست كونت، وشتال، وفون شتاين خلال النصف الأول من القرن التاسع عشر الميلادي؛ لأنها كانت تماثل بين دراسة المجتمع ودراسة الطبيعة. وما يلاحظ على ماركوزه أنه بنى نظريته الجدلية على أفكار هيجل، وحول فكر ماركس إلى هيجيلية راديكالية، فحصر اهتمامه في نقد أصول الفلسفة الوضعية والعلم الاجتماعي.
وقد عرف ماركوزه بعدائه الشديد للهيمنة التقنية، وكان يعتبر العقل المنغلق سببا في استلاب الإنسان، وتحويله إلى آلة انتاجية ليس إلا. ومن ثم، فقد بلور ماركوزه فلسفة تشاؤمية بسبب اغتراب الإنسان في المجتمع الصناعي الحديث الذي تغلب عليه التقنية، ويضيع فيه الإنسان باعتباره ذاتا وكينونة ووجودا، وهي نفس النزعة التشاؤمية الموجودة عند ماكس فيبر، ويرجع هذا التشاؤم إلى شعور فئة معينة من المجتمع، أي: الشريحة العليا المثقفة من الطبقة الوسطى، أو الصفوة المثقفة بالإحباط وخيبة الأمل.
وقد بين ماركوزه في كتابه: «الإنسان ذو البعد الواحد» باختفاء الدور التاريخي الفعال للطبقة البورجوازية والطبقة البروليتارية على حد سواء، وهناك قوة واحدة مخفية متحكمة في مسار هاتين الطبقتين معا هي العقلانية العلمية التقنية. وليست هناك طبقة معارضة، فقد تم استيعاب الطبقة العاملة واسترضاؤها من خلال تحفيزات مادية استهلاكية، وترشيد عملية الإنتاج ذاتها. وقد أثارت أفكار ماركوزه: «استجابة سريعة لدى حركة الطلبة الأمريكية في أواخر الستينيات بمعارضتها للنظام، ولدى حركات طلابية أخرى في دول أوروبية شتى إلى حدما. لكن الحركات الاجتماعية في ذلك الوقت كانت جميعها واقعة تحت تأثير تحليلات متنوعة عن البنية الطبقية المتغيرة، وعن مغزى التكنوقراطية والبيروقراطية، التي قدم علماء الاجتماع إسهامات ملحوظة بصددها».[9]
وتتركز أفكار هربرت ماركوزه سياسيا حول ثلاث قضايا شائكة: دور الطلاب في العالم الرأسمالي، والحركة الطلابية في فرنسا عام1968م، ودور الطبقة العاملة الحديثة في الغرب.
هذا، وقد آمن ماركوزه بقوى ثورية جديدة ستظهر في المستقبل داخل المجتمع الحديث، وسيتم التحرر الاجتماعي عن طريق الإشباع الجنسي كما يبين ذلك في كتابه: «الحب والحضارة». وقد برهن فيه سيكولوجيا: «بأن تجاوز الندرة المادية في المجتمعات الصناعية المتقدمة، سيخلق الشروط المناسبة لإحراز البشر هدفهم في السعادة من خلال التحرر الجنسي، وتفوق مبدأ المتعة، الذي تصوره كأساس للانعتاق الشامل المؤثر في كافة العلاقات الاجتماعية».

## أهم كتبه
عبر ماركوز عن آرائه في الفلسفة الاجتماعية من خلال أهم كتبه:

### العقل والثورة(بالإنجليزية:Reason and Revolution)‏1941
دراسة جدلية في النظريات الاجتماعية لهيغل مع إعادة تفسيرها وتتبعها عبر كيركغور وفيورباخ وماركس وتبيين أثر هيغل في النظريات الاجتماعية خلال الثلاثينات وربطها بنشوء النظريات الفاشية.

### الحضارة والرغبة 1955(بالإنجليزية:Eros and civilization)‏
التأليف بين فرويد وماركس.

### الماركسية السوفياتية(بالإنجليزية:Soviet Marxism)‏1958
في هذا الكتاب انتقد ماركوز التطبيق السوفياتي للماركسية واشار إلى اتجاهات تحررية داخل النظام السوفياتي تحققت في الثمانينات في عهد غورباتشوف.
يميل ماركوزه في كتابه هذا إلى المقارنة الدائمة بين التجربة الأمريكية والتجربة السوفيتية، ويصر على تأكيد وجود أوجه شبه قوية بين النظامين، على الرغم من مما بينهما من تضاد ظاهري، ومحاولة ملحة لإثبات أن «الجنة السوفيتية» ليست على الإطلاق أفضل من «الجحيم الأمريكي الرأسمالي» بل أنها تتضمن كل عناصر القمع والاستبداد والتحكم في الإنسان، التي تنطوي عليها المجتمع الرأسمالي (مضافاً إليها - بالطبع - أن الاستبداد في حالة هذا المجتمع الأخير يمارس في إطار ظاهري مخفف من الحريات الليبرالية، ومن خلال إغراق الطبقة الثورية المحتملة في النعم الاستهلاكية التي يفتقر إليها، في معظم الأحيان من يعيشون في ظل النظام السوفيتي).

### الإنسان ذو البعد الواحد 1964(بالإنجليزية:One Dimentional Man)‏
وهو أهم أعماله على الإطلاق بحيث وجه فيه نقداً مشتركاً للمجتمعات الرأسمالية والشيوعية بحيث ان المجتمعات الصناعية الحديثة خلقت احتياجات وهمية للإنسان ومن خلال أجهزة الاعلام والإعلانات تم توجيه جميع الأفراد للفكر الاستهلاكي.

## فلسفة النفي
امتاز ماركوزه منذ بداية أعماله الفلسفية باتجاه عقلاني صارم، فكانت النظرية النقدية في مواجهة المثالية والذاتية والبرجوازية محاربة إياها في أكثر المواضيع خصوصية مثل: الماهية والوجود، العقلاني واللاعقلاني، المادية والمثالية.
وجوهر النقد التاريخي لفلسفة ماركوزه الثورية: نظام الإنتاج الرأسمالي والعلاقات الاجتماعية فيه.

## أعماله المترجمة للعربية
- العقل والثورة: هيجل ونشأة النظرية الإجتماعية، (ترجمة: فؤاد زكريا)، الهيئة المصرية العامة للتأليف والنشر، 1970
- الثورة والثورة المضادة، (ترجمة: جورج طرابيشي)، دار الآداب، بيروت، 1973
- الإنسان ذو البعد الواحد، (ترجمة: جورج طرابيشي)، دار الآداب، بيروت، الطبعة 3، 1988
- الحب والحضارة، (ترجمة: مطاع صفدي)، دار الآداب، 2007
- فلسفات النفي "دراسات في النظرية النقدية"، (ترجمة: مجاهد عبد المنعم مجاهد)، مكتبة دار الكلمة، 2013
- التسامح القمعي، (ترجمة: سلمى بالحاج مبروك)، سلسلة المكتبة الزرقاء، منشورات الهجان، 2021

## روابط خارجية
- هربرت ماركوزه على موقع IMDb (الإنجليزية)
- هربرت ماركوزه على موقع الموسوعة البريطانية (الإنجليزية)
- هربرت ماركوزه على موقع مونزينجر (الألمانية)
- هربرت ماركوزه على موقع ميوزك برينز (الإنجليزية)
- هربرت ماركوزه على موقع إن إن دي بي (الإنجليزية)
- هربرت ماركوزه على موقع ديسكوغز (الإنجليزية)